# Dieter Hauswirth
Dieter Hauswirth (* 22. März 1951 in Göppingen; † 2. April 2022 in Ludwigsburg) war ein deutscher Lehrer und Politiker (CDU). Er war Referent im Sozialministerium Baden-Württemberg und von 1999 bis 2008 Oberbürgermeister der baden-württembergischen Stadt Metzingen.

## Werdegang
Hauswirth wuchs in Heiningen im Kreis Göppingen auf. Er begann eine Hotelfachmann-Lehre in Bonn, beendete diese aber nicht. Danach besuchte die Pädagogische Hochschule in Esslingen und wurde Lehrer. Nach diesem Abschluss schlug er eine Verwaltungslaufbahn ein und arbeitete zuerst in Hattenhofen und später beim Landesamt für Verfassungsschutz BW. Er wurde persönlicher Referent von Sozialministerin Annemarie Griesinger (CDU), anschließend hatte er die gleiche Position bei Barbara Schäfer (CDU) inne. Nach dem Beitritt der DDR zur BRD arbeitete Hauswirth in Chemnitz, um dort die Verwaltung nach westdeutschem Vorbild aufzubauen.
1999 wurde er zum Oberbürgermeister von Metzingen gewählt. Bei der Wahl im April 2007 trat Hauswirth erneut an und wurde mit 98,7 Prozent der Stimmen im Amt bestätigt.
Hauswirth setzte sich über Monate für den Bau einer Logistikhalle des Modekonzerns Hugo Boss im Neuhäuser Gewerbegebiet Braike-Wangen auf der Gemarkung Metzingens ein. Die geplante Halle sollte rund 290 Meter lang, 180 Meter breit und etwa 20 Meter hoch werden. Hugo Boss erklärte, in der für ihre Outlet-Geschäfte bekannten Stadt 400 neue Arbeitsplätze schaffen zu wollen.
Beim ersten Bürgerentscheid in der Stadtgeschichte Metzingens wandte sich eine deutliche Mehrheit gegen die Lagerhalle. Mit 61,2 Prozent der abgegebenen Stimmen plädierten die Bürger für einen Stopp des Bebauungsplanverfahrens. Hauswirth erklärte, das Ergebnis der Abstimmung richte sich gegen die von ihm vertretene Politik, und trat zurück.
Hauswirth wurde anschließend Geschäftsführer der Paul-Lechler-Stiftung. Er lebte in Ludwigsburg.

## Schriften
- Dieter Hauswirth, Wenn man alles vorher wüsste... eine etwas andere Biografie, Wiedemann-Verlag, Münsingen 2019, ISBN 978-3-941453-07-4.